# Самбург
Са́мбург (рос. Самбург) — село у складі Пурівського району Ямало-Ненецького автономного округу Тюменської області, Росія. Адміністративний центр та єдиний населений пункт Самбурзького сільського поселення.
Населення — 2001 особа (2017, 1922 у 2010, 1665 у 2002).
Національний склад станом на 2002 рік: ненці — 71 %.